# Cucaita (ort)
Cucaita är en ort i Colombia.   Den ligger i departementet Boyacá, i den centrala delen av landet, 120 km nordost om huvudstaden Bogotá. Cucaita ligger 2 636 meter över havet och antalet invånare är 1 417.
Terrängen runt Cucaita är kuperad. Runt Cucaita är det tätbefolkat, med 511 invånare per kvadratkilometer. Närmaste större samhälle är Tunja, 9,6 km öster om Cucaita. Trakten runt Cucaita består i huvudsak av gräsmarker.